# Ромашково (Ярославская область)
Рома́шково — деревня в Михайловском сельском округе Волжского сельского поселения Рыбинского района Ярославской области.
Небольшая деревня расположена на правом берегу реки Черёмуха, между деревнями Горки (выше по течению и к юго-востоку) и Григорьевское (ниже по течению, к северу). По правому берегу через эти деревни проходит просёлочная дорога выходящая на автомобильную дорогу в Чудиново, выше Горок, и в Фелисово ниже по течению. Сама же автомобильная дорога на этом участке проходит по противоположному левому берегу Черёмухи. На том берегу напротив Ромашково стоит деревня Лопаткино. В этом районе вдоль берегов Черёмухи расположены небольшие участки сельскохозяйственных угодий, далее от реки в восточном направлении начинается лес шириной 5-6 км, за которым начинаются поля и деревни вдоль реки Иода, на восток от Ромашково в этом лесу находится небольшое Чудиновское болото.
Деревня Ромашкова указана на плане Генерального межевания Рыбинского уезда 1792 года.
На 1 января 2007 года в деревне числилось 3 постоянных жителя. Почтовое отделение в Сретенье обслуживает в деревне Ромашково 13 домов.